# NK Croatia Sesvete
Nogometni klub Croatia Sesvete – chorwacki klub piłkarski z siedzibą w Zagrzebiu działający w latach 1957–2012.

## Historia
Klub został założony w 1957 roku pod nazwą Sljeme, która odnosi się do gór znajdujących się w pobliżu. Do roku 1988 klub grał na różnych szczeblach rozgrywek w byłej Jugosławii właśnie pod tą nazwą i wtedy to zmieniono nazwę klubu na Sesvete, która wzięła się od części Zagrzebia, z której pochodzi ten zespół. Do 1996 roku obowiązywała nazwa NK Sesvete i wtedy to klub został przejęty przez firmę Badel, która specjalizuje się w wyrobie likierów. Przez rok zespół grał pod nazwą NK Badel Sesvete', a gdy Badel wycofał się z inwestowania w klub, wtedy powrócono do nazwy NK Sesvete, a niedługo potem przemianowano na NK Croatia Sesvete.

## Stadion
Domowe mecze klub rozgrywał na stadionie ŠRC Sesvete, który mógł pomieścić 3,5 tys. widzów.